# Kościół św. Botolfa w Londynie
Kościół św. Botolfa w Londynie (ang. St Botolph-without-Bishopsgate) – anglikański kościół parafialny zlokalizowany w Londynie, w Bishopsgate, części City of London, przy ulicy Bishopsgate, w pobliżu stacji kolejowej Liverpool Street i wiktoriańskich łaźni w Bishopsgate.

## Historia
Kult chrześcijański był prawdopodobnie sprawowany na tym miejscu od czasów rzymskich. Pierwotny kościół saksoński, którego fundamenty odkryto po wzniesieniu obecnego kościoła, był po raz pierwszy wymieniony jako Sancti Botolfi Extra Bishopesgate. W 1212 sir William Allen, burmistrz, który urodził się w parafii, naprawił kościół na własny koszt. Obiekt przetrwał Wielki Pożar Londynu w 1666. Na początku XVIII wieku popadł jednak w ruinę i podjęto decyzję o budowie nowego. Stary kościół został zburzony w 1725, a obecny, czwarty na tym miejscu, został ukończony w 1729 według projektu Jamesa Goulda.
Podczas II wojny światowej świątynia straciła tylko jedno okno, ale 24 kwietnia 1993 została uszkodzona przez bombę podłożoną przez IRA (zapadł się dach, zniszczono okna i drzwi). Rok wcześniej irlandzka bomba uszkodziła też zewnętrzną stolarkę i okna. Renowacja trwała trzy i pół roku, ale w jej wyniku przywrócono kościołowi dawną świetność. W styczniu 1997 odbyło się w nim Święto Dziękczynienia.

## Architektura
Obiekt jest jednonawowy, z galerią i reprezentuje styl klasycystyczny. Elewacja frontowa, ambona i organy pochodzą z XVIII wieku.
W kościele znajduje się kaplica pamiątkowa Honorowego Pułku Artylerii i Księga Pamięci Brygady Strzelców Londyńskich.

## Osoby
Rejestry parafialne są kompletne począwszy od 1558. Pochowano tu m.in. małoletniego syna dramaturga Bena Jonsona. Parafianinem był tu sir Paul Pindar (zm. 1650), ambasador Jakuba I Stuarta w Turcji. Jego epitafium głosi, że był wierny w negocjacjach, światowy i domowy, wybitny w pobożności, miłości, lojalności i roztropności. Ochrzczono tu w 1566 aktora czasów szekspirowskich Edwarda Alleyna, założyciela Dulwich College, a w 1795 poetę Johna Keatsa. Kilku rektorów St. Botolph's zostało biskupami Londynu. Z kościołem związany był m.in. William Rogers (rektor w latach 1863-1896) reformator społeczny i filantrop. Na pulpicie galerii wokół kościoła wymieniono rektorów parafii od 1300 do dziś.

## Ogród
Nekropolia przykościelna była pierwszym cmentarzem miasta, który przekształcono w publiczny ogród. Zamiana wywołała wówczas wiele protestów. W ogrodzie znajduje się Sala św. Botolfa, niegdyś używana jako przedszkole, ale obecnie jest dostępna do wynajęcia jako wielofunkcyjna sala kościelna. Przy jej głównym wejściu znajduje się para kamiennych figurek przedszkolaków dziewiętnastowiecznych kostiumach. W pobliżu znajduje się duży grobowiec z 1801 sir Williama Rawlinsa, szeryfa Londynu i dobroczyńcy kościoła. W pobliżu wejścia do ogrodu Bishopsgate znajduje się krzyż pamiątkowy. Uważa się, że jest to pierwszy pomnik I wojny światowej, który miał zostać ustawiony w Anglii (wzniesiony w 1916). Stanął po bitwie o Jutlandię i śmierci lorda Horatio Kitchenera. Przy kościele znajduje się także tablica pamiątkowa ku czci sufrażystki i koznodziejki, Maude Royden.